# Onthophagus yarrumba
Onthophagus yarrumba é uma espécie de inseto do género Onthophagus, família Scarabaeidae, ordem Coleoptera.
Foi descrita cientificamente por Storey em 1977.